# Walther von Lüttwitz

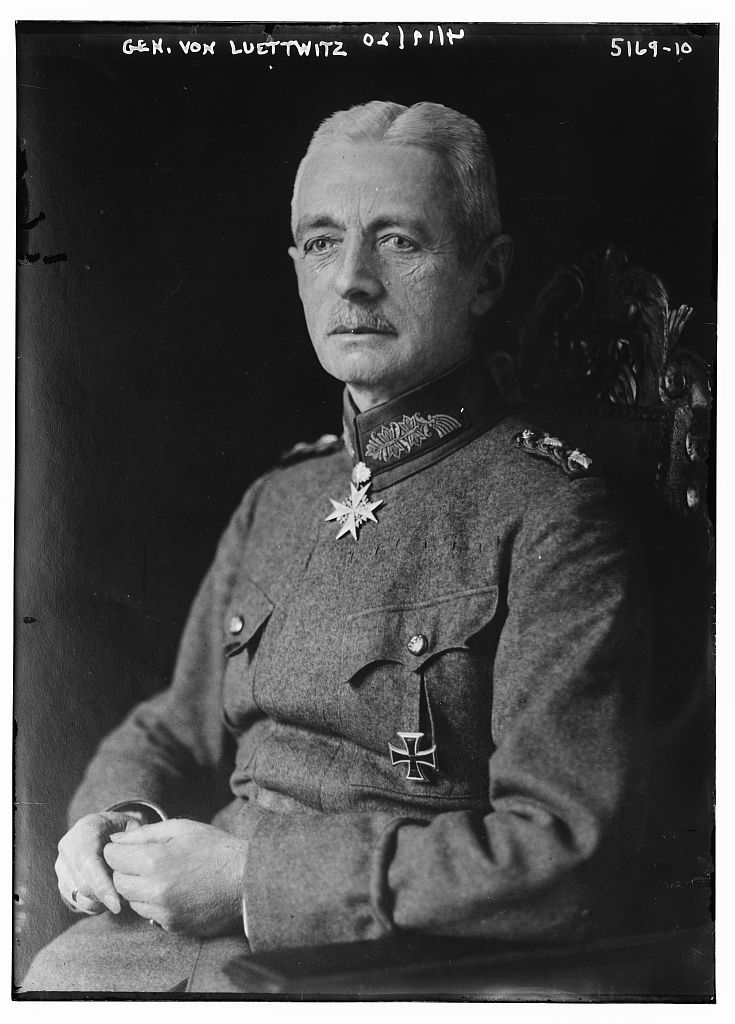
General von Lüttwitz 1918

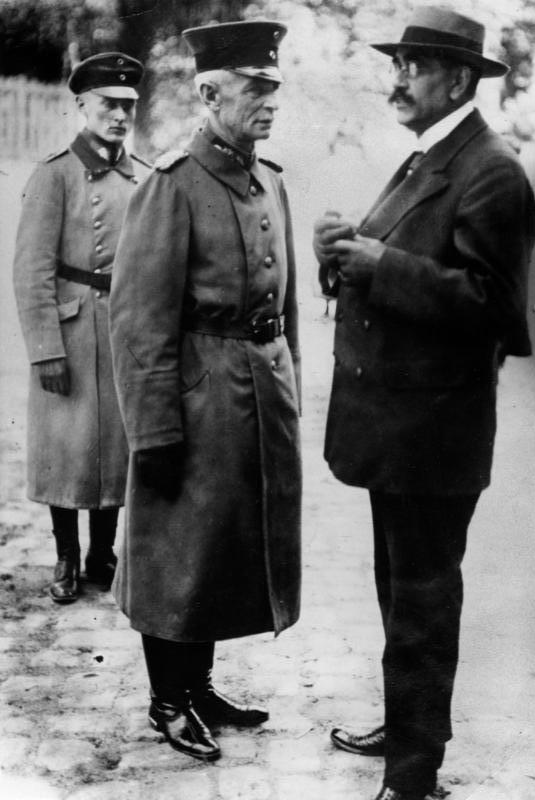
Walther von Lüttwitz mit Gustav Noske (rechts) 1920

Walther Freiherr von Lüttwitz (* 2. Februar 1859 auf Jagdschloss Bodland; † 20. September 1942 in Breslau) war ein deutscher General der Infanterie, der vor allem durch seine führende Beteiligung am Kapp-Putsch bekannt wurde.

## Leben

### Herkunft
Er war der Sohn von Ernst Freiherr von Lüttwitz (1823–1892) und dessen Ehefrau Cecile, geborene Gräfin Strachwitz von Groß-Zauche und Camminetz (1835–1910). Sein Vater war preußischer Hauptmann a. D., Oberförster und Deichhauptmann. Der spätere preußische General der Infanterie Hinko von Lüttwitz war sein älterer Bruder.

### Militärkarriere
Lüttwitz trat am 15. April 1878 aus dem Kadettenkorps kommend als Sekondeleutnant in das Schlesische Füsilier-Regiment Nr. 38 der Preußischen Armee ein. Am 27. Januar 1911 übernahm er als Generalmajor die 39. Infanterie-Brigade in Hannover, seit 20. März 1911 führte er die 2. Garde-Infanterie-Brigade in Potsdam. Am 1. Januar 1914 wurde er zum Generalleutnant ernannt und erhielt das Kommando über die hessische 25. Division in Darmstadt.
Während des Ersten Weltkrieges bekleidete er eine Reihe von hohen militärischen Posten. Seit 2. August 1914 war er Chef des Generalstabs der 4. Armee an der Westfront. Seit 26. September 1914 führte er die 33. Division, vom 28. Juni bis 28. September 1915 war er Kommandeur der 2. Garde-Division. Vom 22. Dezember 1915 bis zum 20. August 1916 war er Kommandierender General des X. Armee-Korps. Am 21. August 1916 wurde er Stabschef der 5. Armee und war vom 27. Oktober bis 24. November 1916 in gleicher Verwendung bei der Heeresgruppe „Kronprinz Wilhelm“. Vom 25. November 1916 bis Kriegsende war er schließlich Kommandierender General des III. Armee-Korps. Im März 1918 beteiligte sich sein Korps im Raum St. Quentin an der deutschen Frühjahrsoffensive an der Somme. Am 24. August 1916 erhielt er den Orden Pour le Mérite, die höchste preußische Tapferkeitsauszeichnung. Am 26. März 1918, während der Kaiserschlacht, erhielt er auch das Eichenlaub zu diesem Orden.
Nach dem Waffenstillstand 1918 wurde er von der revolutionären Übergangsregierung, dem Rat der Volksbeauftragten, zum Oberbefehlshaber der Vorläufigen Reichswehr in Berlin und Umgebung ernannt. In dieser Funktion leitete er im Januar 1919 die Niederschlagung des so genannten Spartakusaufstandes. Dem "Generalkommando Lüttwitz" waren im März folgende Einheiten unterstellt: Garde-Kavallerie-Schützen-Division (20.600 Mann), Brigade Potsdam (13.000 Mann), Brigade Reinhard (9.600 Mann), Deutsche Schutzdivision (4.000 Mann), Landesschützenkorps (13.300 Mann), Landesjägerkorps (8.000 Mann), wodurch Lüttwitz einer der einflussreichsten Kommandeure des Reiches geworden war. Nach der Bildung des Übergangsheeres wurde Lüttwitz am 1. Oktober 1919 zum Chef des Gruppenkommando 1 ernannt, wobei ihm gleichzeitig das Gruppenkommando 3 unter Generalleutnant von Estorff unterstand. So unterstanden dem General der Infanterie das Wehrkreiskommando I Königsberg (Reichswehr Brigade 1 und 20), Wehrkreiskommando II Stettin (Reichswehr Brigade 2 und 9), Wehrkreiskommando III Berlin (Reichswehr Brigade 3, 5, 15, 6 und 8) und das Wehrkreiskommando IV Dresden (Reichswehr Brigade 4, 16, 12 und 19). Ein erheblicher Teil der Reichswehr. Ihm nicht unterstellt waren das Wehrkreiskommando V Stuttgart (Reichswehr Brigade 11, 13 und 18), das Wehrkreiskommando VI Münster (Reichswehr Brigade 7, 10 und 31) und das Wehrkreiskommando VII München (Reichswehr Brigade 21, 23 und 24).
Lüttwitz war, wie viele andere Angehörige der Reichswehr, ein entschiedener Gegner des Versailler Vertrages. Auf besondere Ablehnung stießen bei ihm die Forderungen nach Verringerung des Heeres auf 100.000 Mann, Auflösung der Freikorps und Auslieferung von etwa 900 deutschen Militärs, denen die Siegermächte Kriegsverbrechen vorwarfen. Lüttwitz plante, sich diesen Forderungen zu widersetzen. Nach einem Ultimatum, das er im persönlichen Gespräch am Abend des 10. März 1920 an Friedrich Ebert gerichtet hatte, stellte Reichswehrminister Gustav Noske ihn am 11. März wegen Insubordination gegenüber zivilen Reichsbehörden zur Disposition. Daraufhin entschloss sich Lüttwitz zum Handeln: In der Nacht vom 12. auf den 13. März marschierte die Marine-Brigade Ehrhardt, die bis vor kurzem unter seinem Oberbefehl gestanden hatte und ebenfalls aufgelöst werden sollte, Richtung Berliner Regierungsviertel, um die rechtmäßige Regierung zu verhaften. Hierbei forderte Lüttwitz, anders als Wolfgang Kapp, mit welchem er in Kontakt stand, nicht etwa einen tiefgreifenden Umbau des Staates, sondern lediglich geringe Reformen:
1. Einführung eines Kabinetts aus Fachleuten statt Parteiministern
2. Stopp der Auflösung der Marinebrigade
3. Schaffung eines Oberkommandos der Reichswehr in seiner Person
4. Neuwahl des Reichstags und Wahl des Reichspräsidenten durch das Volk
5. Amnestie für die Beteiligten des Putsches

Der Kapp-Putsch währte jedoch nur einige Tage. Er scheiterte an der mangelnden Unterstützung bei der Regierungsbürokratie und der Bevölkerung, die zu einem Generalstreik aufgerufen war. Lüttwitz, der kurze Zeit als Reichswehrminister der Putschregierung amtierte, floh am 17. März ins Ausland. Er kehrte nach der im August 1925 in Kraft getretenen Amnestie aus Ungarn ins Deutsche Reich zurück und lebte bis zu seinem Tod 1942 zurückgezogen, ohne sich jemals wieder politisch oder militärisch zu betätigen.

### Familie
Lüttwitz war zweimal verheiratet. Er heiratete im Jahr 1884 in Nimkau Louise von Wengersky (1864–1918). Aus dieser Ehe stammen ein Sohn und drei Töchter, darunter:
- Maria (1886–1970) ⚭ Kurt von Hammerstein-Equord, deutscher Generaloberst
- Karla Maria Elisabeth Luise (* 4. November 1894) ⚭ Karl-Max Eduard Edwin, Graf Du Moulin-Eckart (* 4. Februar 1893; † 18. Oktober 1976)
- Smilo (1895–1975), deutscher General der Panzertruppe der Wehrmacht, Generalleutnant der Bundeswehr

Nach dem Tod seiner ersten Frau heiratete er im Jahr 1921 in Salzburg Adelheid Sardagna von Meanberg und Hohenstein (1869–1956).

## Werke
- Im Kampf gegen die November-Revolution. Vorhut-Verlag O. Schlegel, Berlin 1934.